# Anatomia comparada
L'anatomia comparada és la branca de l'anatomia que té per objecte l’estudi anatòmic comparatiu d’un mateix pla corporal: òrgan, aparell .. en diferents éssers vius per tal d’establir-ne analogia i homologia, o diferències.
Així, si una de les seves parts divergeix en la seva estructura predefinida, originària, condicionarà la resta de les parts del conjunt que també hauran de divergir de l'estructuració inicial. Per exemple, si un animal és carnívor, tot el seu cos haurà d'estar adaptat per poder acomplir aquesta funcionalitat.
Aquest principi s'utilitza per poder deduir l'estructura d'organismes complets, quan d'aquests no se'n conserva la totalitat, com pot ser el cas de les restes fòssils d'animals extints. Per fer-ho es parteix d'animals amb funcionalitats similars i/o emparentats filogenèticament, i que existeixen en l'actualitat o que van ser rigorosament estudiats en el passat.

## Història
La primera investigació anatòmica que es va fer de forma independent d'un procediment mèdic està associada pels primers comentaristes amb Alcmeó de Crotona (segle VI a. C.). Els fonaments de l'anatomia comparada van ser establerts per Aristòtil i des del segle IV aC fins al segle xv, es van descriure un bon nombre significatiu d'embrions animals.
Els primers estudis documentats basats en la comparació de les estructures anatòmiques de diversos vertebrats es remunten a Leonardo da Vinci, el qual al Codex Atlantic (datat entre 1478 i 1518), al Codex sul volo degli uccelli (datat al voltant de 1505) i als folis de Windsor (també datat entre 1478 i 1518), el qual va dissenyar, analitzar i comparar detalls anatòmics de diversos vertebrats. Així mateix, Leonardo també va prendre notes per a un tractat anatòmic en què tenia la intenció de comparar les mans de diversos animals, inclosos els ossos.
Pierre Belon (1517-1564), metge i naturalista francès, va realitzar investigacions, sostenint discussions sobre embrions de dofins, així com les comparacions entre els esquelets d'ocells i els esquelets d'humans. El 1555, va publicar a París el llibre Histoire de la nature des Oyseaux avec leur description et naif portraicts naturel, en què va aparèixer un dels primers exemples de comparació entre estructures anatòmiques (en aquest cas, el sistema esquelètic, de diferents animals, un ocell i un home. L'autor també va intentar establir "equivalències" entre els elements individuals de l'estructura, equiparant, per exemple, els braços i les mans de l'home amb els d'altres vertebrats, per exemple, amb el ratpenat que té dues mans recobertes amb una capa cartilaginosa. La seva investigació concretar les bases del que serà l'anatomia comparada moderna.
Gairebé a la mateixa època, Andreas Vesal (1514-1564) també estava fent alguns avenços pel seu compte. Anatomista d'ascendència flamenca, es va fer famós per la seva afició a les il·lustracions corregint sistemàticament el coneixement anatòmic del metge grec Galè. Es va adonar que moltes de les observacions de Galè ni tan sols estaven basades en humans reals, sinó en animals com simis, micos i bous.  Fins aquell moment, Galè i els seus ensenyaments havien estat l'autoritat en anatomia humana. La ironia és que el mateix Galè havia emfatitzat el fet que un hauria de fer les seves pròpies observacions en lloc d'usar les d'un altre, però aquest consell es va perdre durant les nombroses traduccions de la seva feina. Quan Vesal va començar a descobrir aquests errors, altres metges de l'època van començar a confiar més en les seves pròpies observacions que en les de Galè. Una observació interessant feta per alguns metges va ser la presència d'estructures homòlogues en una àmplia varietat d'animals que incloïen humans.
El descobriment del microscopi va ser fonamental, tant per a la histologia com per a l'anatomia comparada dels animals, demostrant que les balenes i els dofins són, de fet, mamífers, més similars als humans que als micos a causa dels seus braços.
La consagració de l'Anatomia comparada com a disciplina autònoma, però, va tenir lloc amb Georges Cuvier (1769-1832) cap a finals del segle XVIII, també seguint la nova visió, madurada al Renaixement, en què l'home era un animal entre els animals, atraient la zoologia i afavorint el desenvolupament de noves disciplines de recerca. Cuvier, considerat per unanimitat el pare de l'anatomia comparada, va resumir els materials acumulats en una monografia de cinc volums Leçons d'anatomie comparée, publicada el 1800-1805. També va ser el primer a establir nexes entre l'anatomia i la paleontologia: primer va plantejar la hipòtesi de les «extincions en massa» i va recolzar el concepte d'invariabilitat de l'espècie.
Als segles XVIII i XIX, altres anatomistes com Richard Owen i Thomas Henry Huxley van revolucionar la comprensió de la construcció bàsica i la sistemàtica dels vertebrats. Aquestes observacions, juntament amb l'embriologia i la paleontologia, van ser després utilitzades per Darwin quan va formar la seva teoria de la selecció natural. Karl Baer (1792-1876), també va treballar en l'anatomia comparada, establint la llei de similitud d'embrions que va donar naixement a l'embriologia.
Ernst Haeckel (1834-1919) va dividir el camp de la morfologia en dos subcamps: anatomia i morfogènia. Aquesta darrera, alhora, es dividia en ontogènia i filogènia, termes que va introduir per referir-se, respectivament, a la història del desenvolupament de l'individu i a la història evolutiva de les espècies. Les contribucions de Haeckel a la zoologia van ser una barreja de recerca i especulació, i el 1866 va formular la teoria de la recapitulació, avui desacreditada en la seva versió literal, ampliant les idees del seu mentor, Johannes Müller (1828-1896). Segons aquesta teoria, el desenvolupament d'un embrió de cada espècie repeteix totalment el desenvolupament evolutiu d'aquesta espècie, de manera que l'ontogènesi reproduiria la filogènesi. Haeckel va ser, el gran responsable de la integració de l'anatomia i l'embriologia a la teoria evolutiva.
Des del seu naixement, l'anatomia comparada va tenir en compte tot el regne animal, amb els seus dos grans grups: els vertebrats (subfil dels cordats) i els invertebrats (literalment, tots els «no vertebrats»). Seguint el desenvolupament del coneixement i amb l'afirmació de l'enfocament evolutiu, aquesta disciplina ha restringit el seu camp de recerca només al món dels vertebrats (agnati, peixos cartilaginosos i espinosos, amfibis, rèptils, aus i mamífers), parant més atenció a la comparació entre els animals actuals i els fòssils, i deixant a la pròpia zoologia l'estudi i la descripció sistemàtica de tot el regne animal. Un exemple d'un anatomista comparatiu del segle xx és Victor Negus, que va treballar en l'estructura i l'evolució de la laringe. Fins a l'adveniment de les tècniques genètiques com la seqüenciació de l'ADN, l'anatomia comparada juntament amb l'embriologia van ser les eines principals per comprendre la filogènesi, com mostra el treball d'Alfred Romer (1894-1973).